# Francesca Balzani

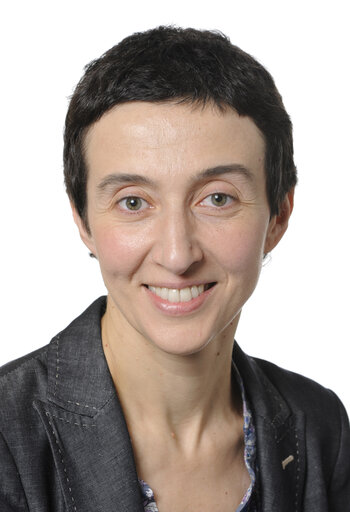
Francesca Balzani, 2009

Francesca Balzani (* 31. Oktober 1966 in Genf) ist eine italienische Politikerin des Partito Democratico.
Balzani studierte Rechtswissenschaften und ist seit 1996 als Rechtsanwältin tätig. Seit 2009 ist sie Abgeordnete im Europäischen Parlament.